# Etouy
Etouy – miejscowość i gmina we Francji, w regionie Hauts-de-France, w departamencie Oise.
Według danych na rok 1990 gminę zamieszkiwały 814 osoby, a gęstość zaludnienia wynosiła 85 osób/km² (wśród 2293 gmin Pikardii Etouy plasuje się na 353. miejscu pod względem liczby ludności, natomiast pod względem powierzchni na miejscu 483.).